# Pterometra pulcherrima
Pterometra pulcherrima is een haarster uit de familie Asterometridae.
De wetenschappelijke naam van de soort werd in 1909 gepubliceerd door Austin Hobart Clark.